# Адам Зелінський
Łona (читається як Вона) (Адам Богуміл Зелінський; пол. Adam Bogumił Zieliński 1982, м. Щецін) — знанний польський репер. Розпочинав творчість в складі гурту Wiele C.T. (тоді ще як Do You Wanna?, з якого вийшов його теперишній псевдонім), записавши нелегальний альбом Owoce Miasta в 1999 році. Нині у Łona 3 студійні альбоми і одна EP. Співпрацює разом з бітмейкером Webber.

## Дискографія
- Koniec Żartów (2001)
- Nic Dziwnego (2004)
- Absurd I Nonsens! (2007)
- Insert EP (2008)
- Cztery I Pół (2011)
- Łona, Webber & The Pimps w S-1 (2013)
- Nawiasem mówiąc (2016)
- Śpiewnik domowy EP (2020)